# Silvio Canevazzi
Silvio Canevazzi (Modena, 16 de março de 1852 – Bolonha, 13 de março de 1918) foi um engenheiro civil e matemático aplicado  italiano.
Foi palestrante convidado do Congresso Internacional de Matemáticos em Roma (1908: La matematica e l'arte del costruttore in Italia). Pier Luigi Nervi foi seu aluno.